# Raveneck
Raveneck ist ein Ortsteil der Stadt Hennef (Sieg) im Rhein-Sieg-Kreis in Nordrhein-Westfalen. 

## Lage
Der Ort liegt in einer Höhe von 182 Metern über N.N. auf den Hängen des Westerwaldes, gehört aber noch zum Naturpark Bergisches Land. Raveneck liegt an der Bundesstraße 8 zwischen Käsberg und Lichtenberg. Weitere Nachbarorte sind im Norden Striefen und Adscheid und im Süden Schächer.

## Geschichte
Der Ortsteil entstand erst im 20. Jahrhundert.
Bis zum 1. August 1969 gehörte Raveneck zur Gemeinde Uckerath. Im Rahmen der kommunalen Neugliederung des Raumes Bonn wurde Uckerath, damit auch der Wohnplatz Raveneck, der damals neuen amtsfreien Gemeinde „Hennef (Sieg)“ zugeordnet.